# 伊犁岩黄耆
伊犁岩黄耆（学名：Hedysarum iliense），为豆科岩黄耆属下的一个植物种。